# Campeonato Pan-Americano de Clubes de Hóquei em Patins Feminino
O Campeonato Pan-Americano de Clubes de Hóquei em Patins Feminino ou apenas Pan-Americano de Clubes Feminino é uma competição anual de Hóquei em Patins que conta com as equipas mais bem posicionadas dos campeonatos de Hóquei em Patins da América, sendo organizada pela World Skate America – Rink Hockey a partir de 2018. Até 2016 foi organizada pela Confederação Sul-Americana de Patinagem (CSP) e até este ano chamava-se Campeonato Sul-Americano de Clubes de Hóquei em Patins Feminino.

## Histórico
| Ano  | Cidade       | Campeão                             | Vice-Campeão                   |
| ---- | ------------ | ----------------------------------- | ------------------------------ |
| 2019 | San Juan     | Concepción Patín Club               | CA Unión                       |
| 2018 | Santos       | Concepción Patín Club               | Andes Talleres                 |
| 2016 | Mendoza      | Andes Talleres                      | SEC                            |
| 2015 | Buenos Aires | Concepción Patín Club               | Maipú-Giol                     |
| 1999 | Sertãozinho  | Concepción Patín Club               | Associação dos Amigos do Minho |
| 1997 | Talcahuano   | Associação Portuguesa dos Desportos | Concepción Patín Club          |

### Vitórias por equipa
| Wins | Clube                               |
| ---- | ----------------------------------- |
| 4    | Concepción Patín Club               |
| 1    | Andes Talleres                      |
| 1    | Associação Portuguesa dos Desportos |
| 6    | TOTAL                               |

### Vitórias por país
| Wins | País      |
| ---- | --------- |
| 5    | Argentina |
| 1    | Brasil    |
| 6    | TOTAL     |